# Ocotea paranaensis
Ocotea paranaensis är en lagerväxtart som beskrevs av Brotto, Baitello, Cervi & E.P.Santos. Ocotea paranaensis ingår i släktet Ocotea och familjen lagerväxter. Inga underarter finns listade i Catalogue of Life.